# مونا فاستفولد
مونا فاستفولد (بالنرويجية البوكمول: Mona Fastvold)‏ هي كاتبة سيناريو ومخرجة وممثلة نرويجية، ولدت في 7 مارس 1981 بأوسلو في النرويج.

## وصلات خارجية
- مونا فاستفولد على موقع IMDb (الإنجليزية)
- مونا فاستفولد على موقع ألو سيني (الفرنسية)
- مونا فاستفولد على موقع أول موفي (الإنجليزية)
- مونا فاستفولد على موقع قاعدة بيانات الفيلم (الإنجليزية)
- مونا فاستفولد على موقع كينوبويسك (الروسية)